# Cão de companhia

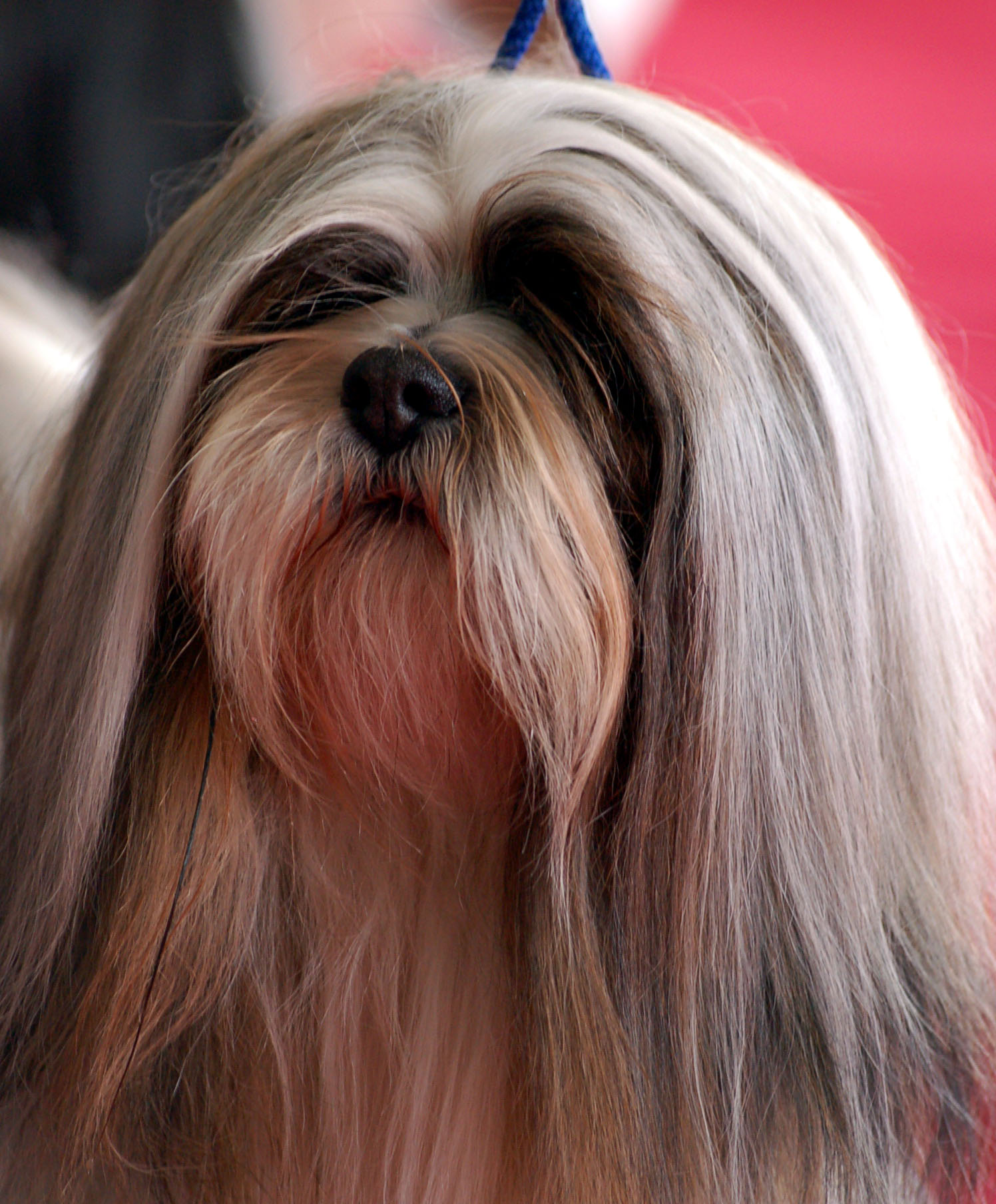
Lhasa Apso, Cão de Companhia e Doméstico

Um cão de companhia geralmente designa um cão que não trabalha, proporcionando apenas companhia como um animal doméstico de estimação, ao invés de fazer tarefas específicas com algum propósito importante. Todos os cães do grupo 9 na classificação FCI são cães de companhia, porém outros cães de trabalho podem ser utilizados como companhia, como os Retrievers que possuem um temperamento dócil e familiar. Os cães de companhia tendem a ser pequenos e dóceis, existem raças para todos os gostos, as favoritas são: Shitzu, Yorkshire, Maltês, Bichon Frisé, Pug, Bulldog Francês, Lhasa Apso e Pequinês a maior raça de cão-de-companhia é o Alsaciano americano, que chega a pesar 54,06 kg.